# Onthophagus dinoderus
Onthophagus dinoderus là một loài bọ cánh cứng trong họ Bọ hung (Scarabaeidae).